# Jana Horáková
Jana Horáková (Prostějov, 4 de septiembre de 1983) es una deportista checa que compitió en ciclismo en las modalidades de montaña y BMX.
Obtuvo 3 medallas en el Campeonato Mundial de Ciclismo de Montaña entre los años 2004 y 2010, y dos medallas en el Campeonato Europeo de Ciclismo de Montaña, plata en 2004 y bronce en 2003.
Ganó dos medallas en el Campeonato Mundial de Ciclismo BMX, en los años 2002 y 2007, y seis medallas en el Campeonato Europeo de Ciclismo BMX entre los años 2002 y 2012.

## Palmarés internacional

### Ciclismo de montaña
| Campeonato Mundial | Campeonato Mundial        | Campeonato Mundial | Campeonato Mundial    |
| Año                | Lugar                     | Medalla            | Competición           |
| ------------------ | ------------------------- | ------------------ | --------------------- |
| 2004               | Les Gets (Francia)        | Medalla de oro     | Campo a través para 4 |
| 2008               | Val di Sole (Italia)      | Medalla de plata   | Campo a través para 4 |
| 2010               | Mont-Sainte-Anne (Canadá) | Medalla de plata   | Campo a través para 4 |
| Campeonato Europeo |                           |                    |                       |
| Año                | Lugar                     | Medalla            | Competición           |
| 2003               | Graz (Austria)            | Medalla de bronce  | Campo a través para 4 |
| 2004               | Wałbrzych (Polonia)       | Medalla de plata   | Campo a través para 4 |

### Ciclismo BMX
| Campeonato Mundial | Campeonato Mundial         | Campeonato Mundial | Campeonato Mundial |
| Año                | Lugar                      | Medalla            | Competición        |
| ------------------ | -------------------------- | ------------------ | ------------------ |
| 2002               | Paulínia (Brasil)          | Medalla de bronce  | Carrera            |
| 2007               | Victoria (Canadá)          | Medalla de bronce  | Carrera            |
| Campeonato Europeo |                            |                    |                    |
| Año                | Lugar                      | Medalla            | Competición        |
| 2002               | Esselbach (Alemania)       | Medalla de bronce  | Carrera            |
| 2003               | Vallet (Francia)           | Medalla de oro     | Carrera            |
| 2004               | Klatovy (República Checa)  | Medalla de plata   | Carrera            |
| 2006               | Cheddar (Reino Unido)      | Medalla de plata   | Carrera            |
| 2011               | Haaksbergen (Países Bajos) | Medalla de bronce  | Carrera            |
| 2012               | Orleans (Francia)          | Medalla de plata   | Carrera            |